# 恋のDice☆教えて
「恋のDice☆教えて」（こいのダイス☆おしえて）は、Cy-Rim rev.の1枚目のシングル。2007年7月27日にPetaBits Recordsから発売された。

## 解説
表題曲を含む3曲とそれらのオフヴォーカル、ボーナストラックからなる全7トラックのマキシシングルで、初回盤と通常盤の2形態でリリースされた。ボーナストラックには、Cy-rim rev.のメンバー、miru、MASAによるレコーディング秘話などが収録されている。初お披露目は、Animelo Summer Live 2007 -Generation-A-にて行われた。

## 収録曲
（全作詞・作曲:Cy-Rim rev.）
1. 恋のDice☆教えて
編曲:黒須克彦
  - PCゲーム『CircusLand I 〜ドキ! ヒロインいっぱい初音島★コスプレミスコン祭り♪よりどりみどりで♪好きな子選んで着せ替え育成デートだょ 兄さん♪〜』オープニングテーマ
2. 恋×恋
編曲:Cy-Rim rev.
3. トキメキラメキ
編曲:CAS
4. 恋のDice☆教えて（off Vocal）
5. 恋×恋（off Vocal）
6. トキメキラメキ（off Vocal）
7. ボーナストラック

## 収録アルバム
| 曲名            | 収録アルバム     | 発売日        |
| --------------- | ---------------- | ------------- |
| 恋のDice☆教えて | 『Cy-Rim rev.I』 | 2008年5月30日 |
| 恋×恋           | 『Cy-Rim rev.I』 | 2008年5月30日 |